# Paul Broca
Paul Pierre Broca (Sainte-Foy-la-Grande, 1824. június 28. – Párizs, 1880. július 9.) francia orvos, anatómus, patológus és idegsebész. Legismertebb, korszakalkotó munkássága az agyi funkciók lokalizációjához köthető. Róla nevezték el az agy Br. 44-es területet Broca-területnek, ami a "beszédkifejező" (beszédmotoros) képességekben játszik fontos szerepet, sérülése agrammatikus Broca-afáziával jár együtt.

## Kapcsolódó szócikk
- Afázia